# Manuel Vasques
Manuel Soeiro Vasques (29 de juliol de 1926 - 10 de juliol de 2003) fou un futbolista portuguès de la dècada de 1940.
Fou 26 cops internacional amb la selecció portuguesa.
Pel que fa a clubs, defensà els colors de Sporting Clube de Portugal durant la major part de la seva carrera, on formà part de la davantera dels Cinco Violinos (cinc violins) amb Albano, Fernando Peyroteo, José Travassos i António Jesus Correia. També jugà a Atlético CP i CUF.
El seu oncle Manuel Soeiro també fou futbolista.